# Musée de Vauluisant
Le musée de Vauluisant (ou musée de la bonneterie) est un musée de Troyes consacré à l'art troyen du XVIe siècle et à la bonneterie. Il occupe l'hôtel de Vauluisant qui est classé.

## Le bâtiment

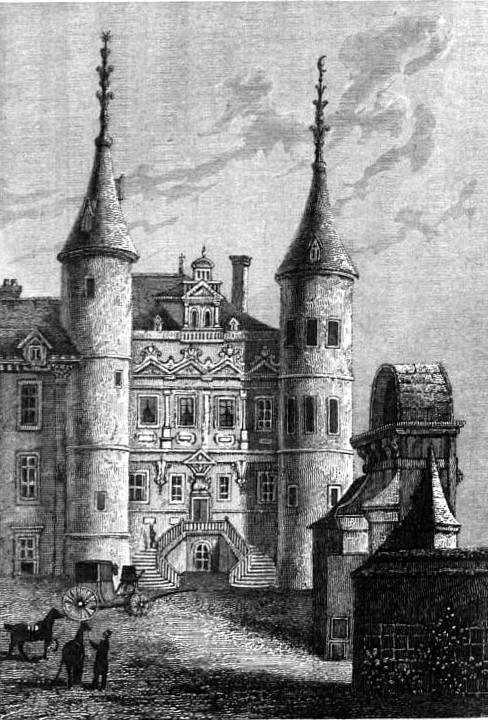
Façade renaissance au XIXe.

L'hôtel de Vauluisant fait l’objet d’un classement au titre des monuments historiques depuis le 21 décembre 1904. Il occupe le site d'un bâtiment qui appartenait à l'abbaye de Notre-Dame de Vauluisant au XIIe siècle. Le bâtiment a brûlé lors de l'incendie de 1524 et c'est Antoine Hennequin, receveur des tailles, qui est à l'origine de l'immeuble actuel. Le corps gauche du bâtiment est dû à la famille de Mesgrigny, Jean seigneur de Marcilly est à l'origine du départ depuis la tourelle en 1624 et François la partie qui continue le précédent. Cette aile est terminée en 1688.
Rénové en 1863 par le Cercle troyen, il est acquis par la municipalité en 1932 qui en fait une annexe du musée Saint-Loup et affecté aux arts décoratifs. C'est en 1959 qu'il recevait sa dénomination actuelle. Il fut rénové entre 1950 et 1953 pour l'intérieur puis entre 1954 et 1957 pour les parties classées par les Monuments historiques.
L'entrée se fait par un porche monumental qui est un arc en plein cintre surmonté d'une corniche en oméga ; pour donner sur une cour avec une façade Renaissance encadrée par deux tours. Le bâtiment est accessible par grand escalier en fer à cheval.

### L'intérieur
La visite se fait sur deux niveaux et dans deux ailes du bâtiment. Au premier, dans une grande salle du XVIe siècle avec de nombreuses poutres au plafond, les murs étant en appareillage champenois et une salle réservée à l'art du vitrail. Il y a aussi une grande cheminée et un blason de la famille Hennequin. Au second étage, un ensemble de peintures issu des collections de l'Aube ainsi que des parties de maisons troyennes. Dans l'aile sur la rue est présenté un ensemble de machines de l'industrie de la bonneterie auboise.

## Musée
Il est en deux parties :
- Musée de la bonneterie autour des métiers et outils du vêtement et du tricot.

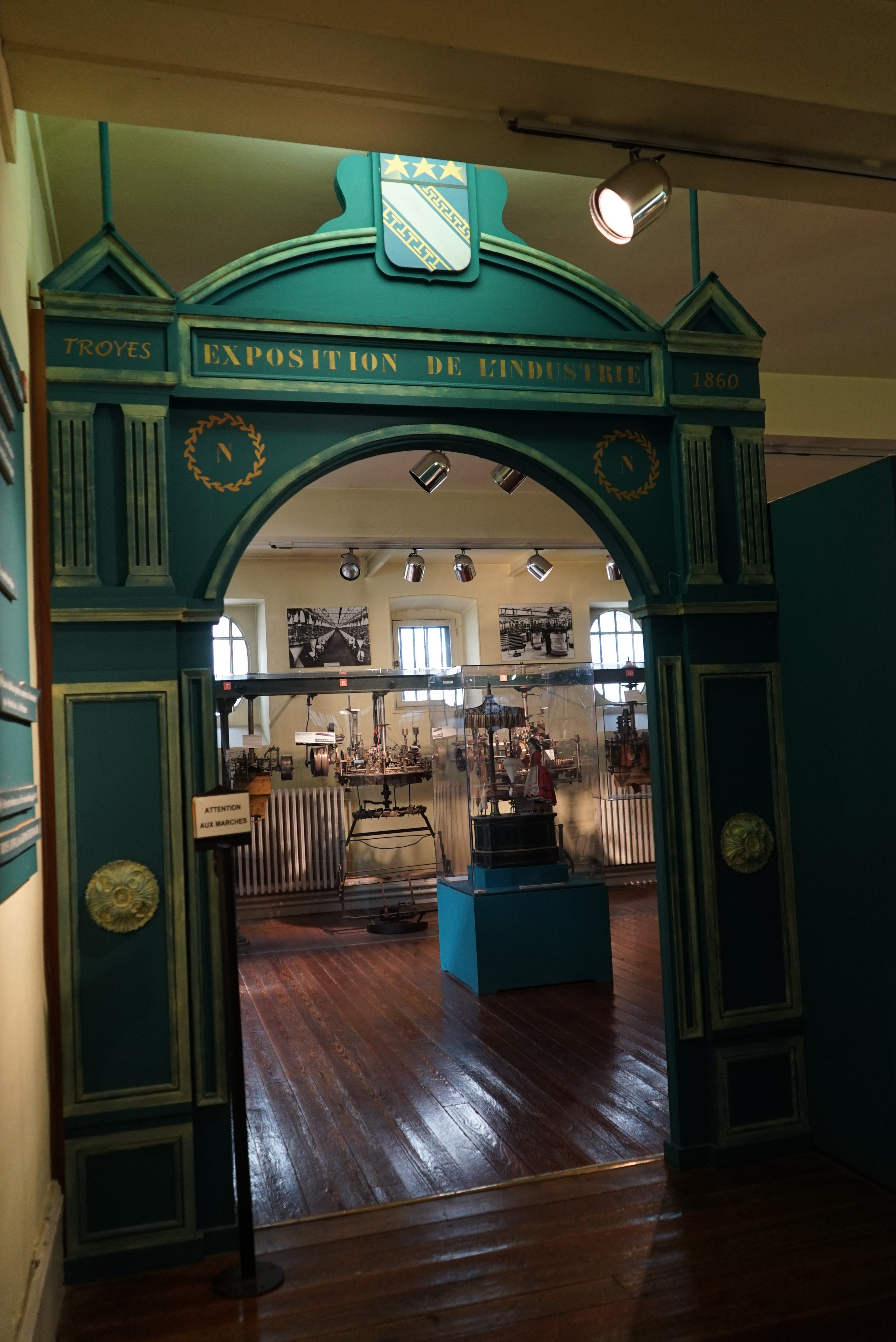
Exposition de l'industrie à Troyes,
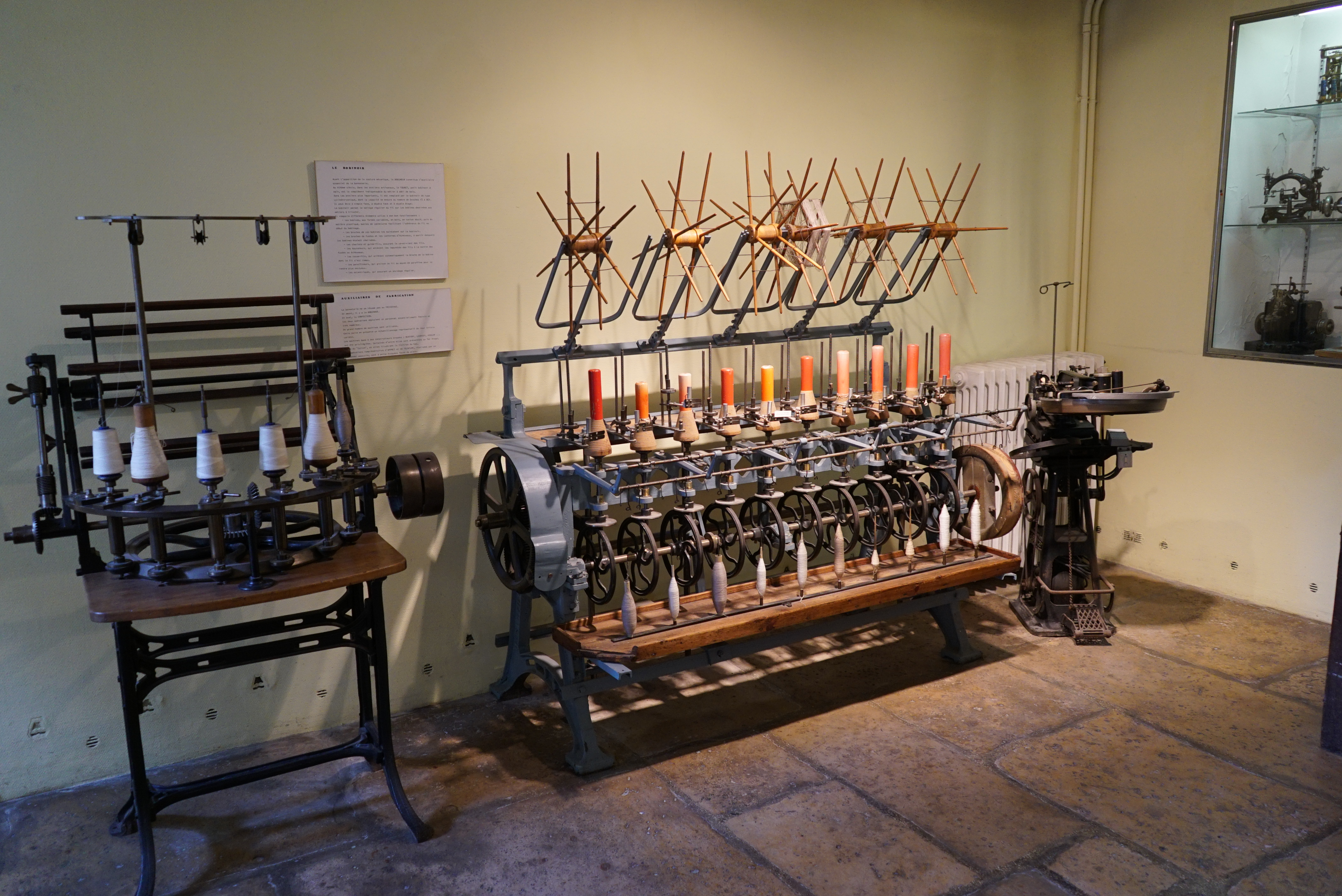
anciennes
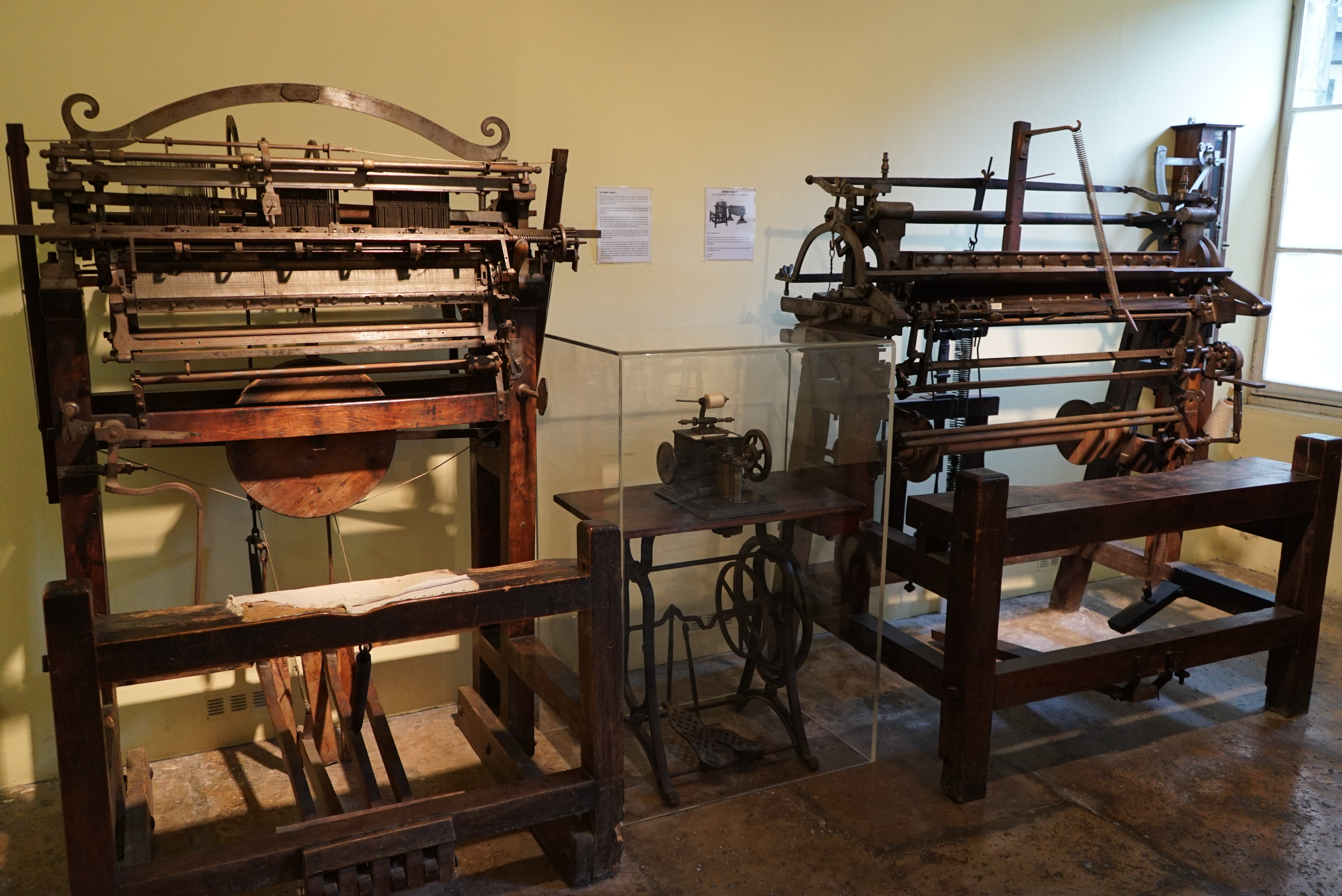
machines.

- Musée historique de Troyes et de la Champagne présentant des œuvres religieuses, peintures, sculptures, surtout du XVIe siècle.

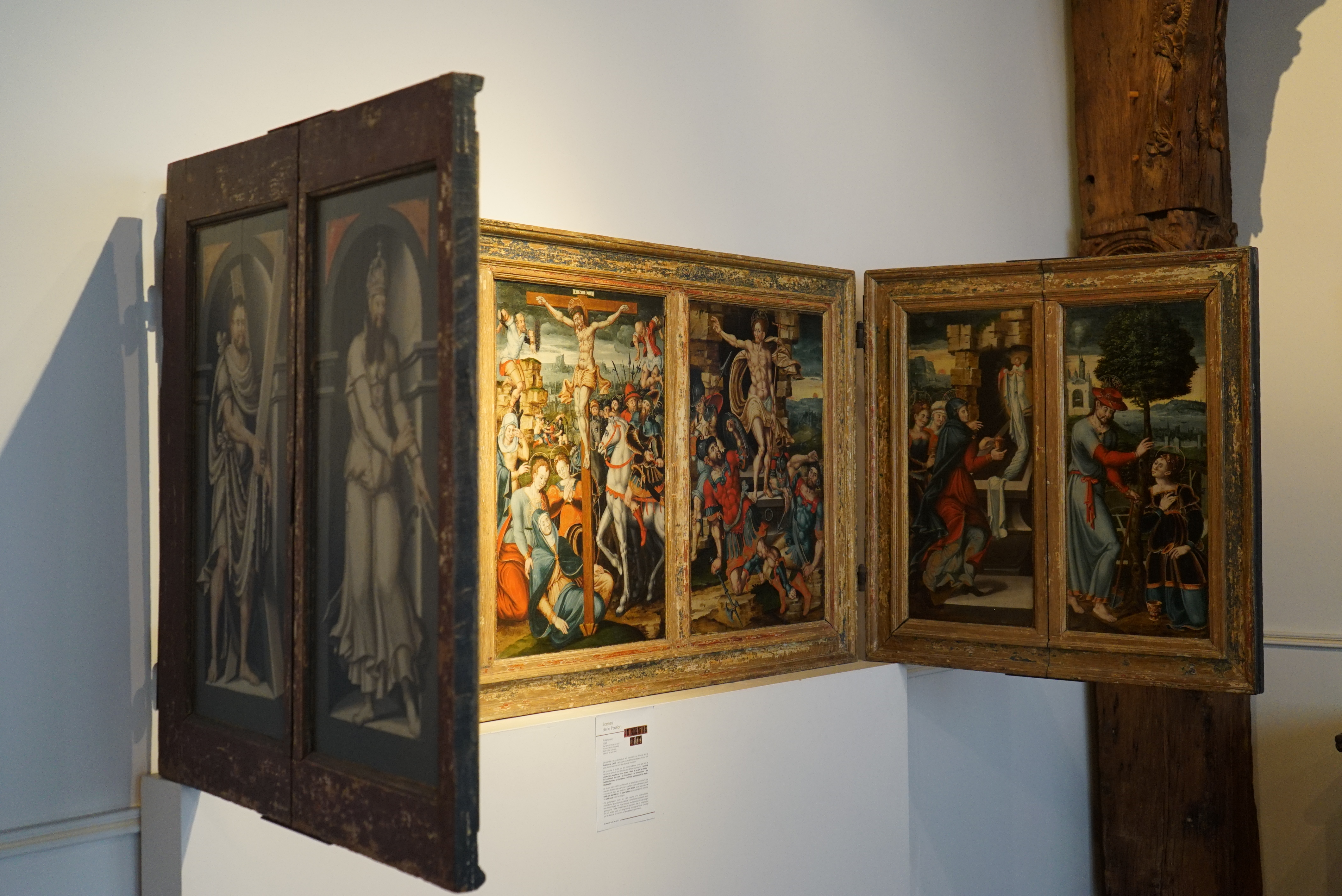
Maître du Retable Le Page, Polyptyque de la Passion, 1569, de l'ancienne chapelle Saint-Jean,
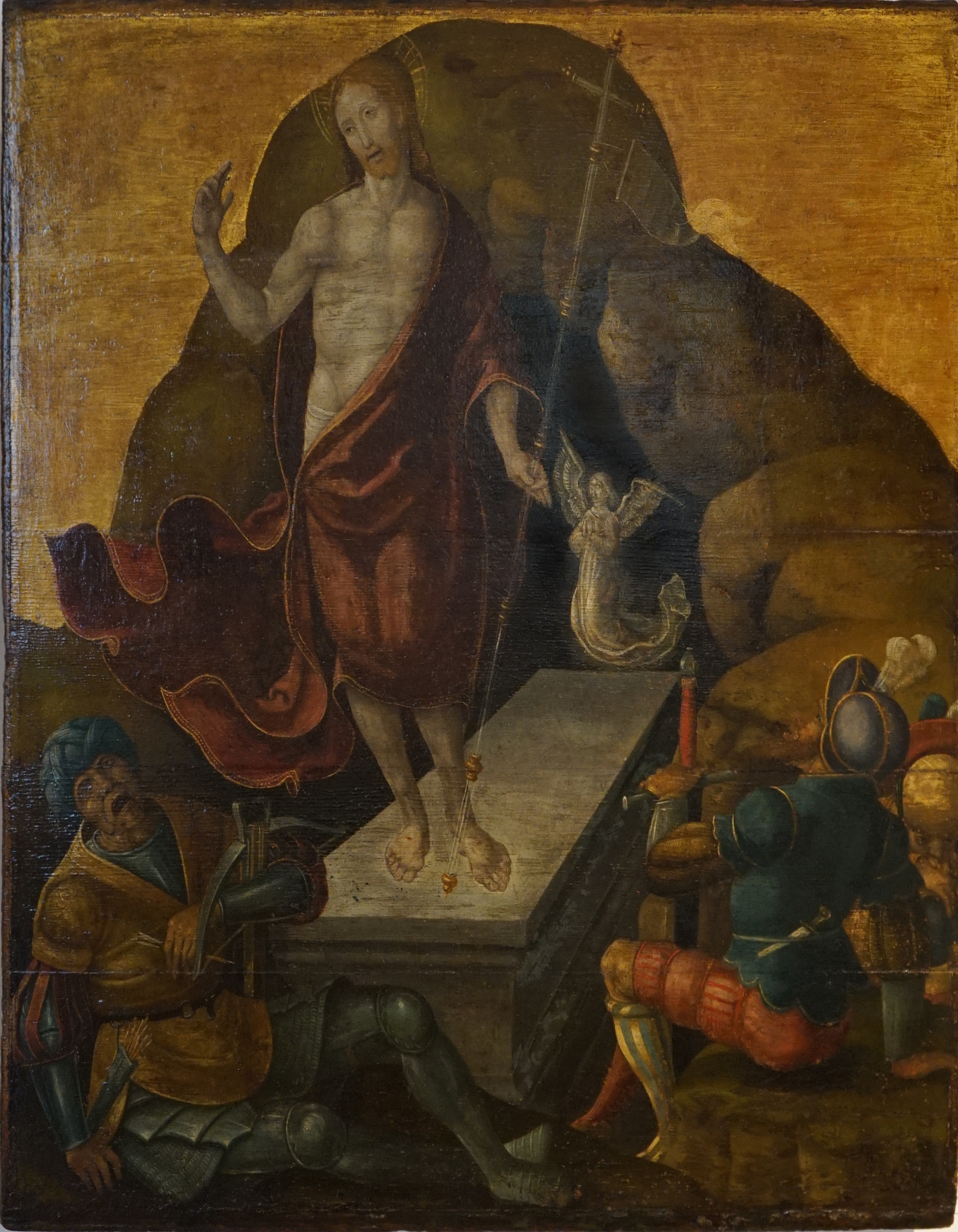
Maître de Clairvaux, Résurrection de l'abbaye Saint-Martin,
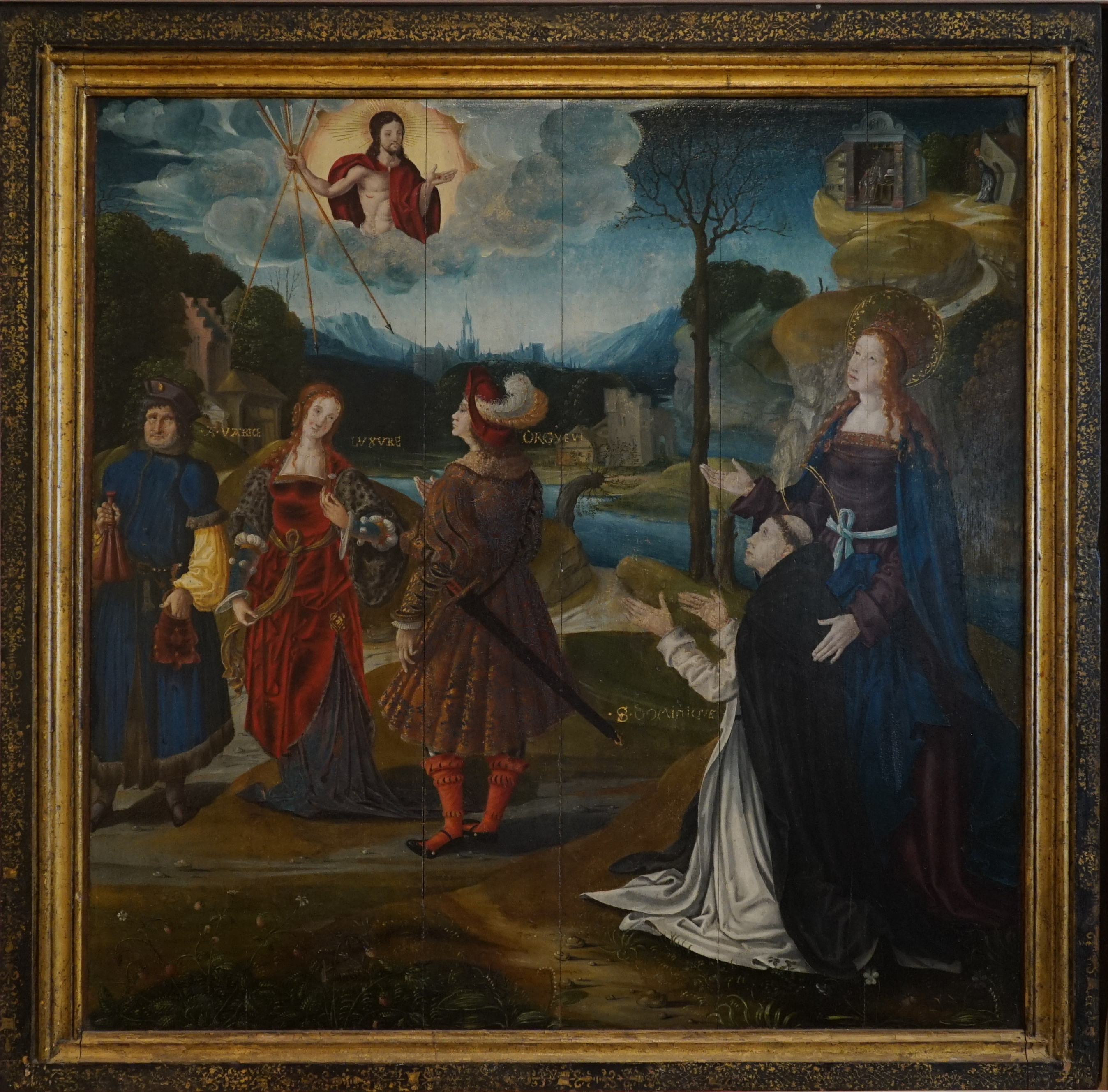
Anonyme champenois ou picard, Saint Dominique sur un volet de église Saint-Pantaléon, vers 1530-1540
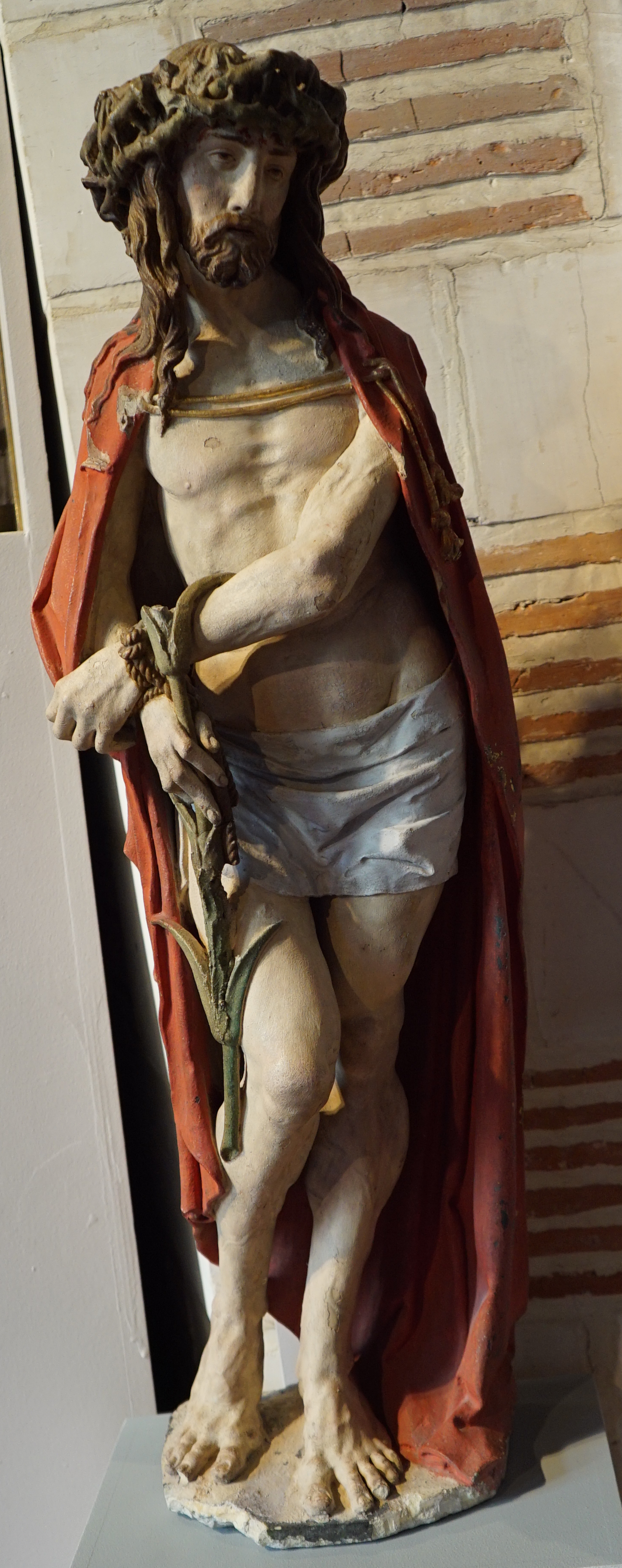
Christ au roseau de l'hospice Saint-Nicolas.

Salle didactique sur les vitraux troyens.

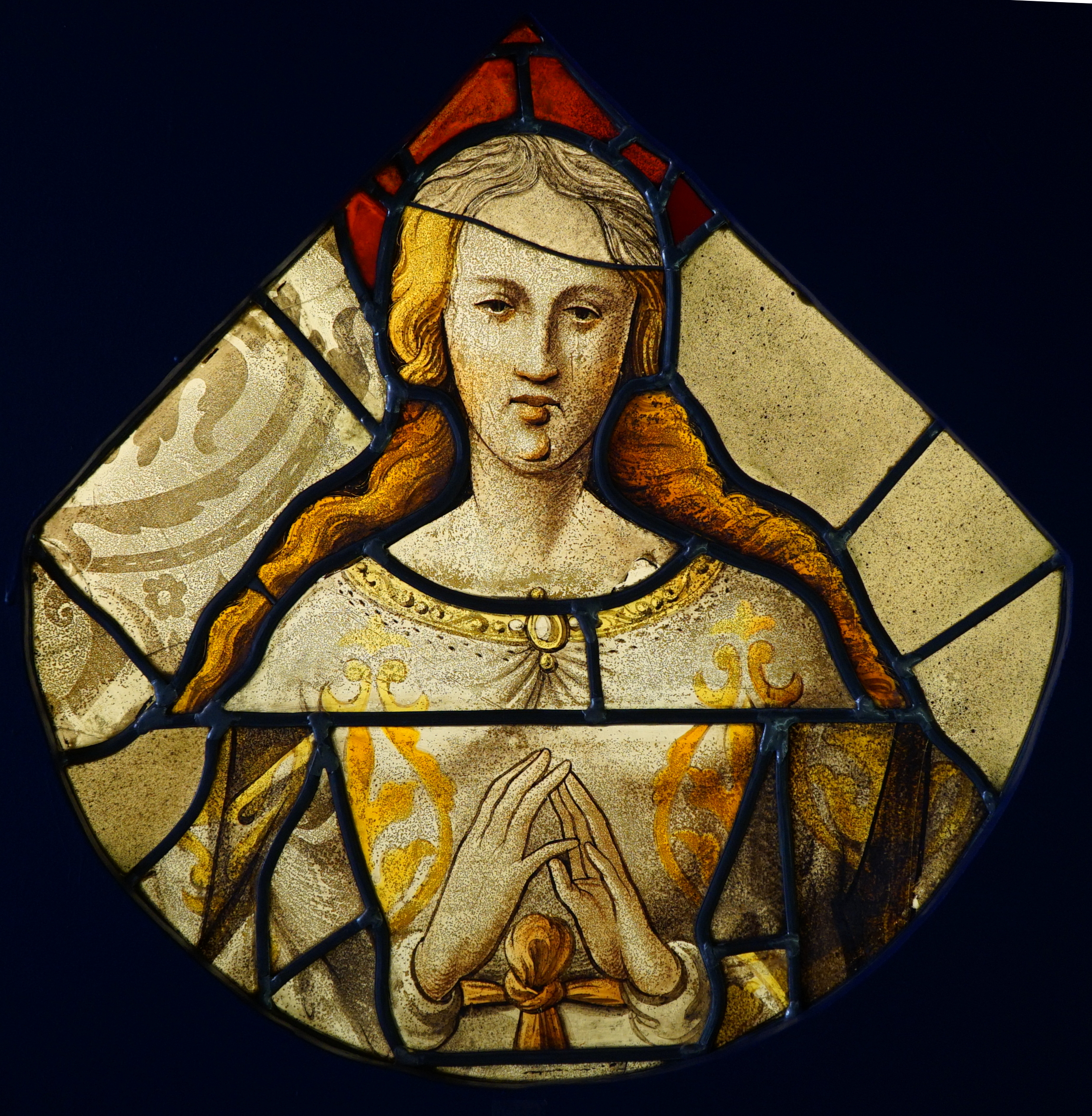
Femme priant,
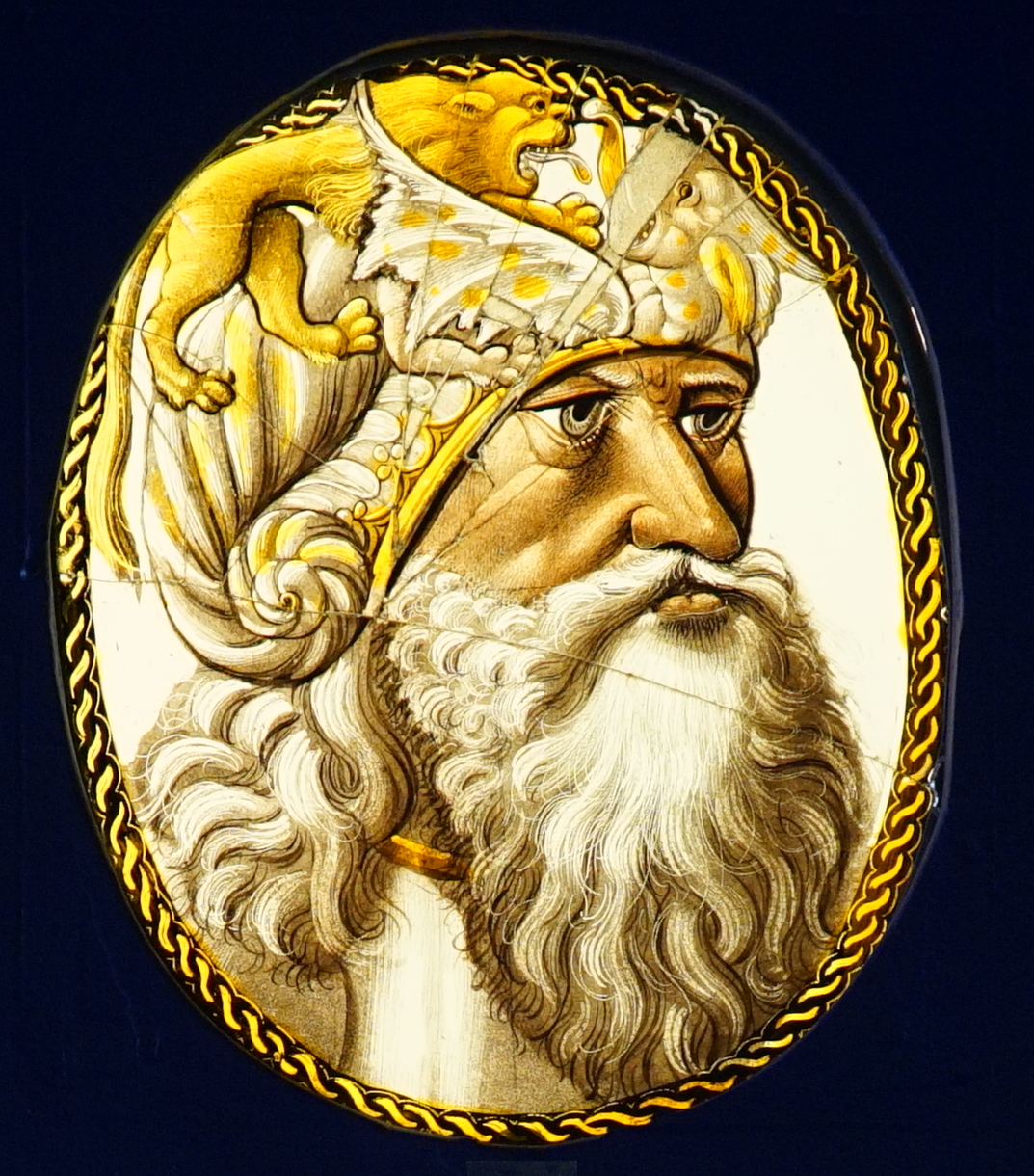
Tête d'homme au turban avec un combat d'animaux,
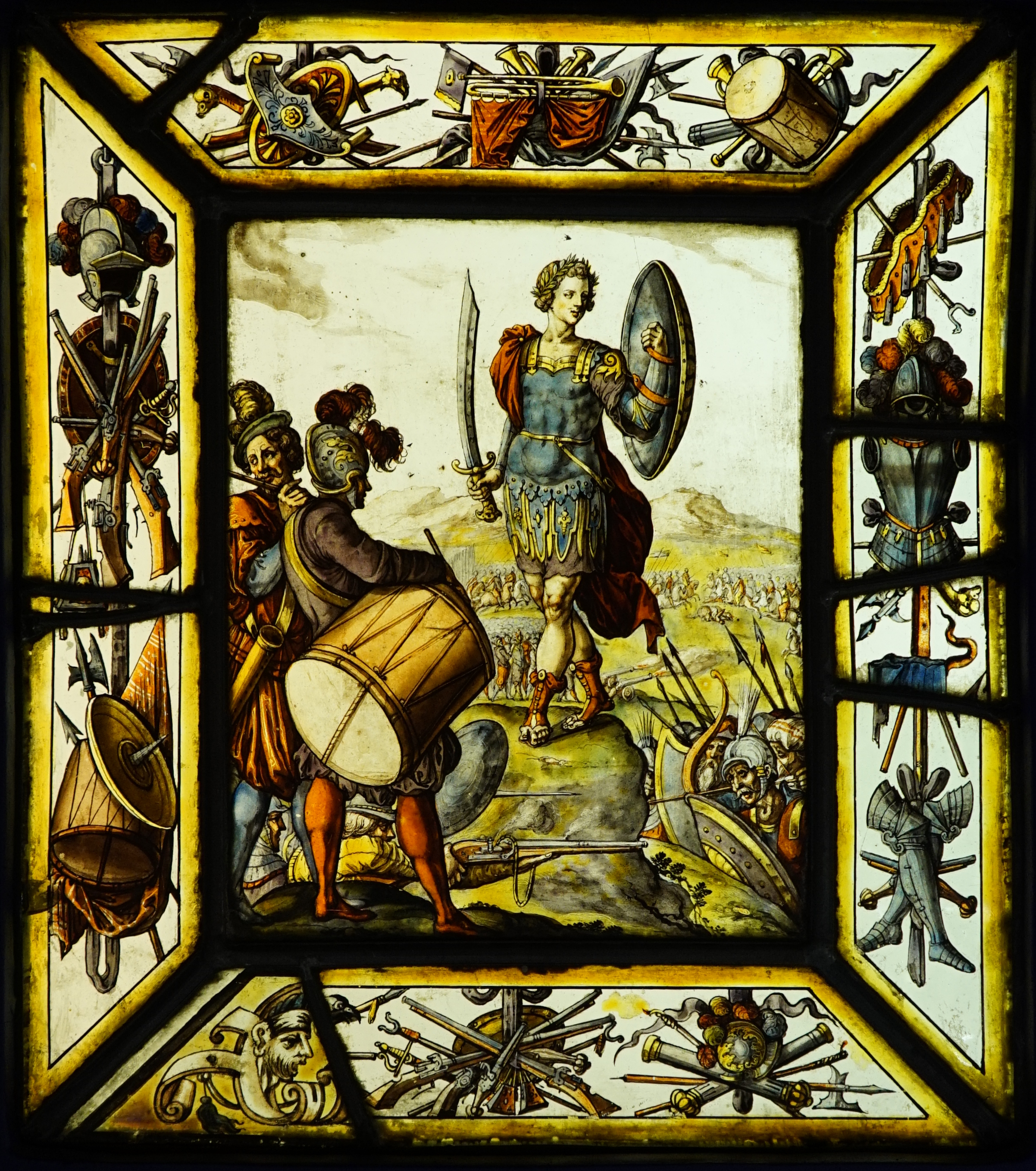
Linard Gontier, Hôtel de l'Arquebuse,
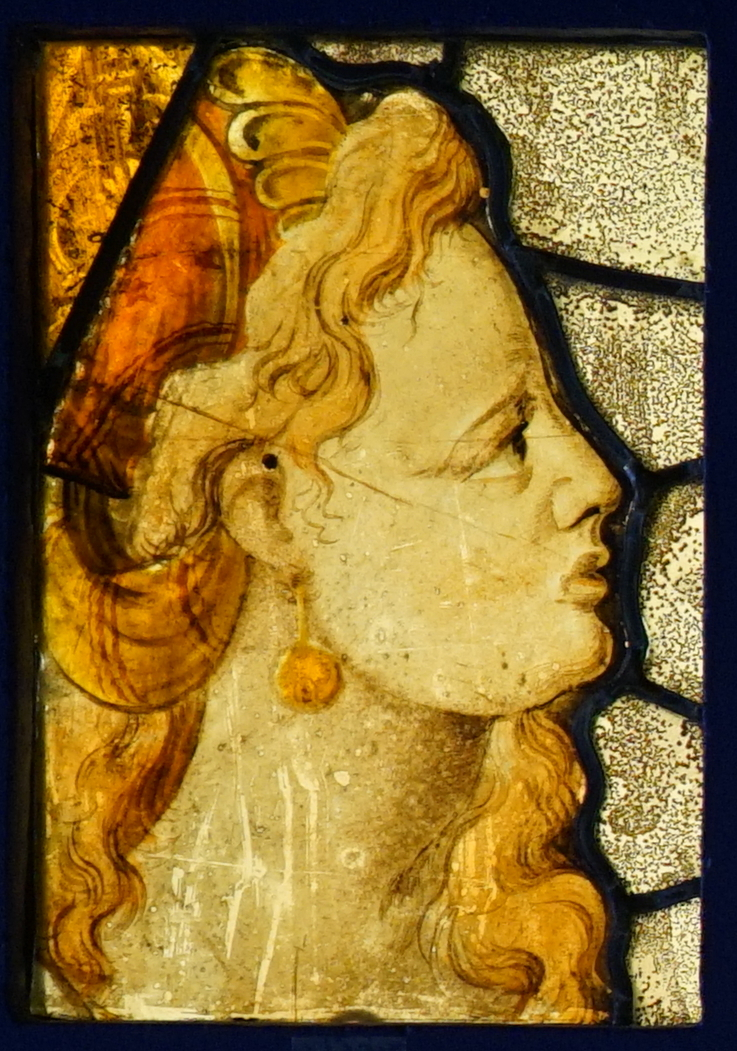
Tête de femme et vitrail oxydé,
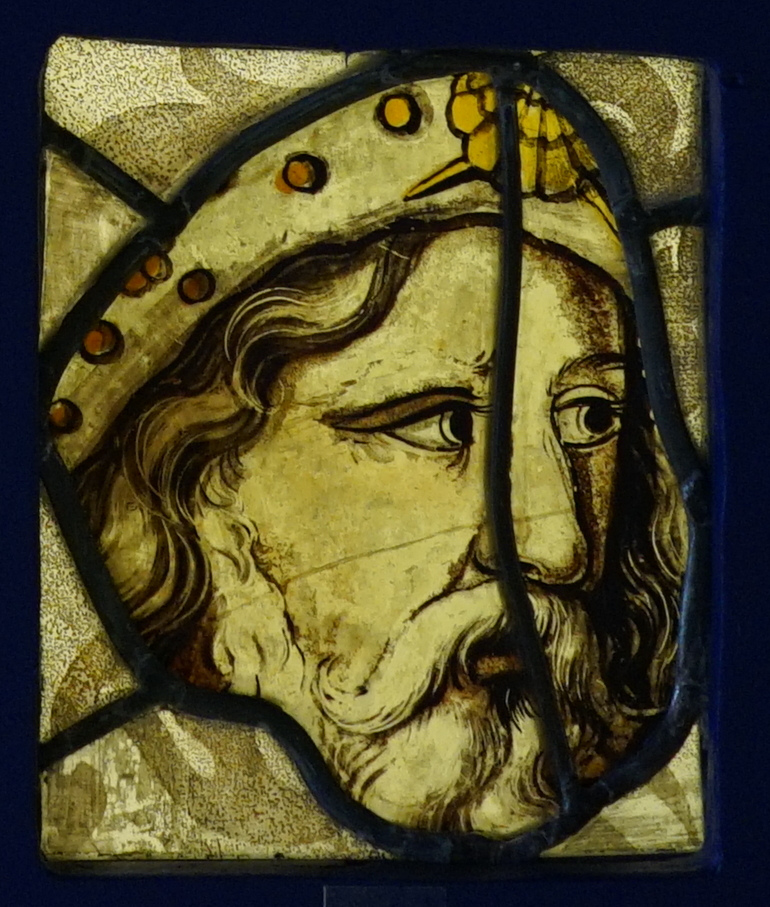
Tête de saint Jacques.

Mais aussi des parties de maisons à pans de bois détruites, poutres pavement…

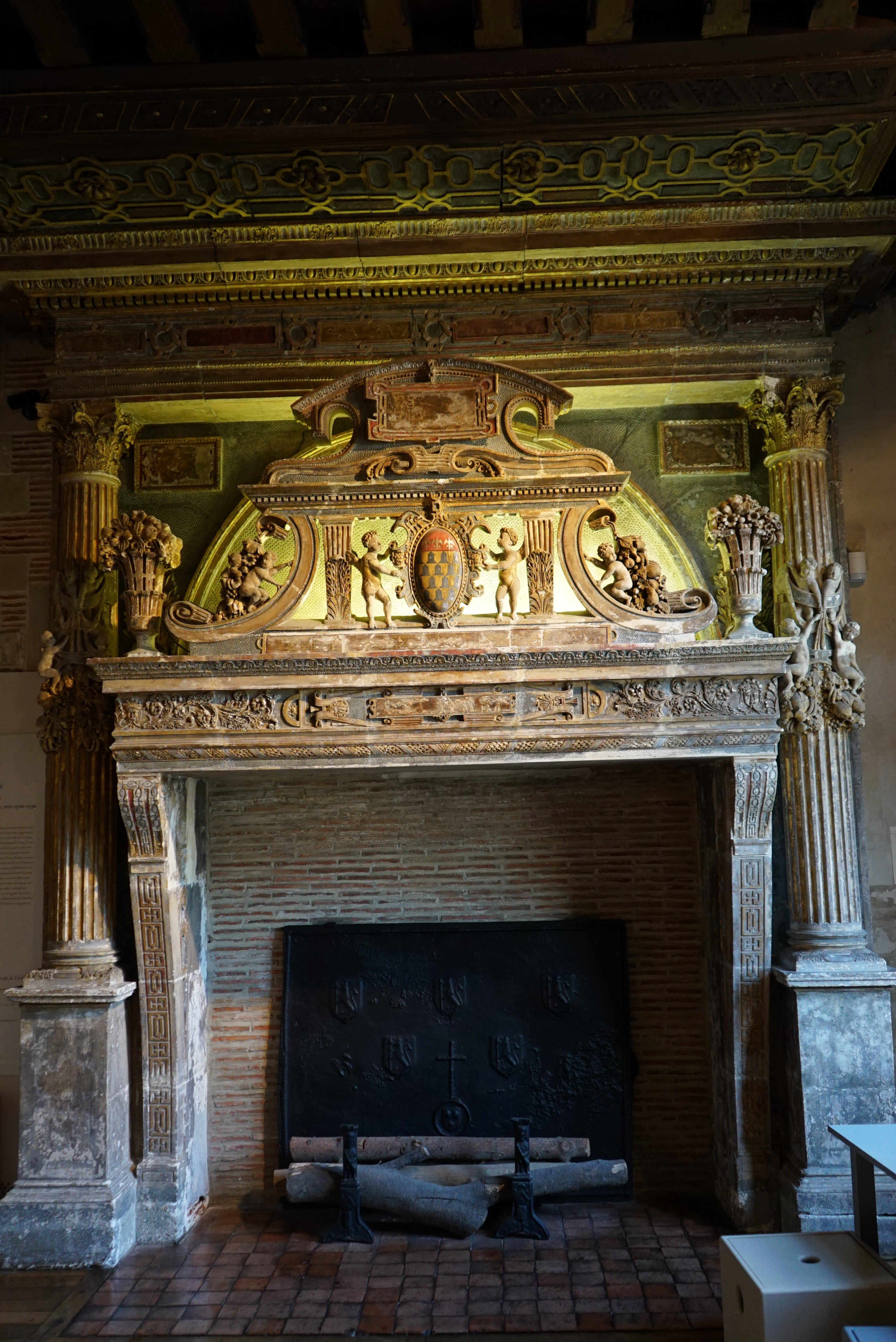
Cheminée Hennequin, XVIe siècle,
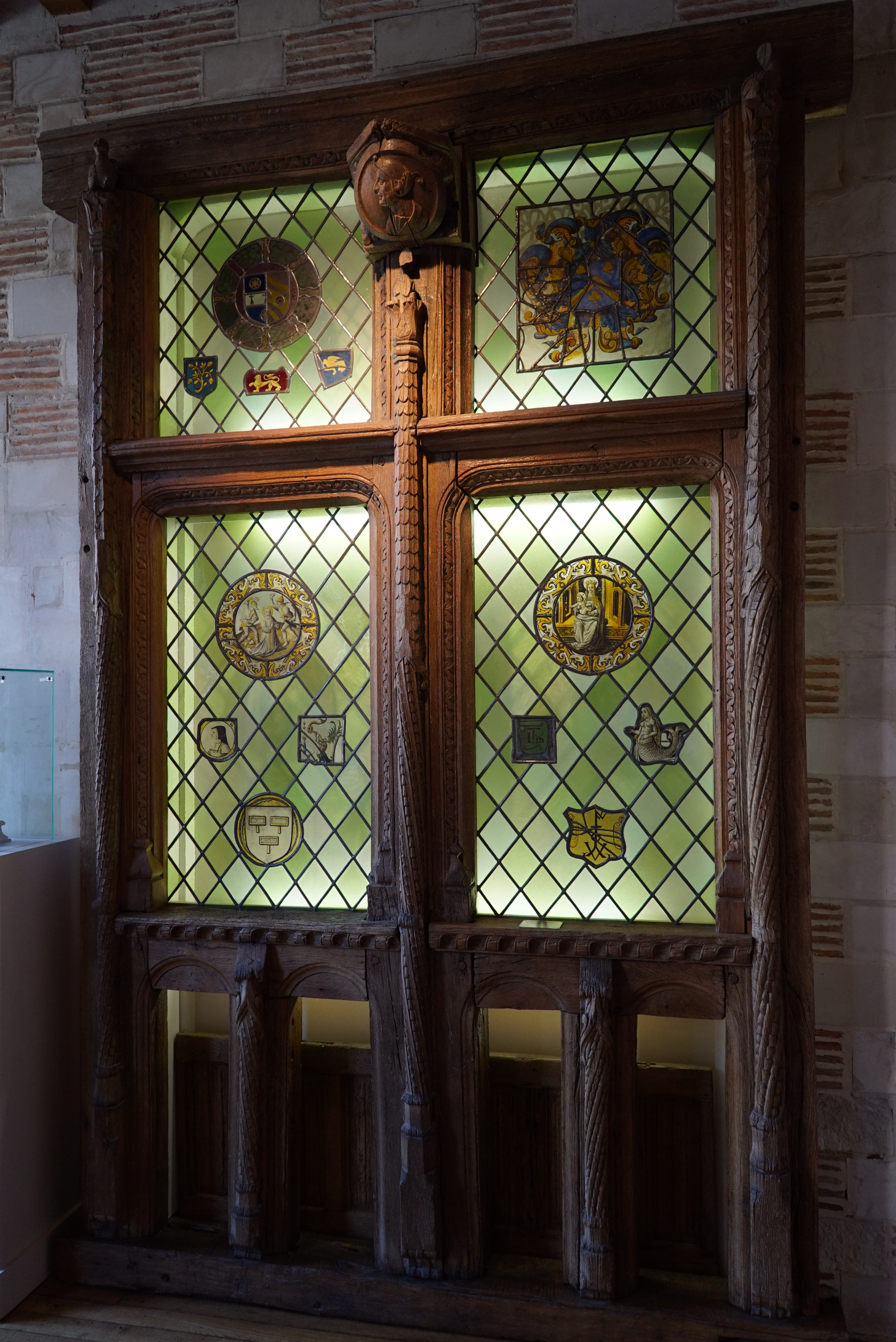
Fenêtre de la place du Marché-au-Pain,
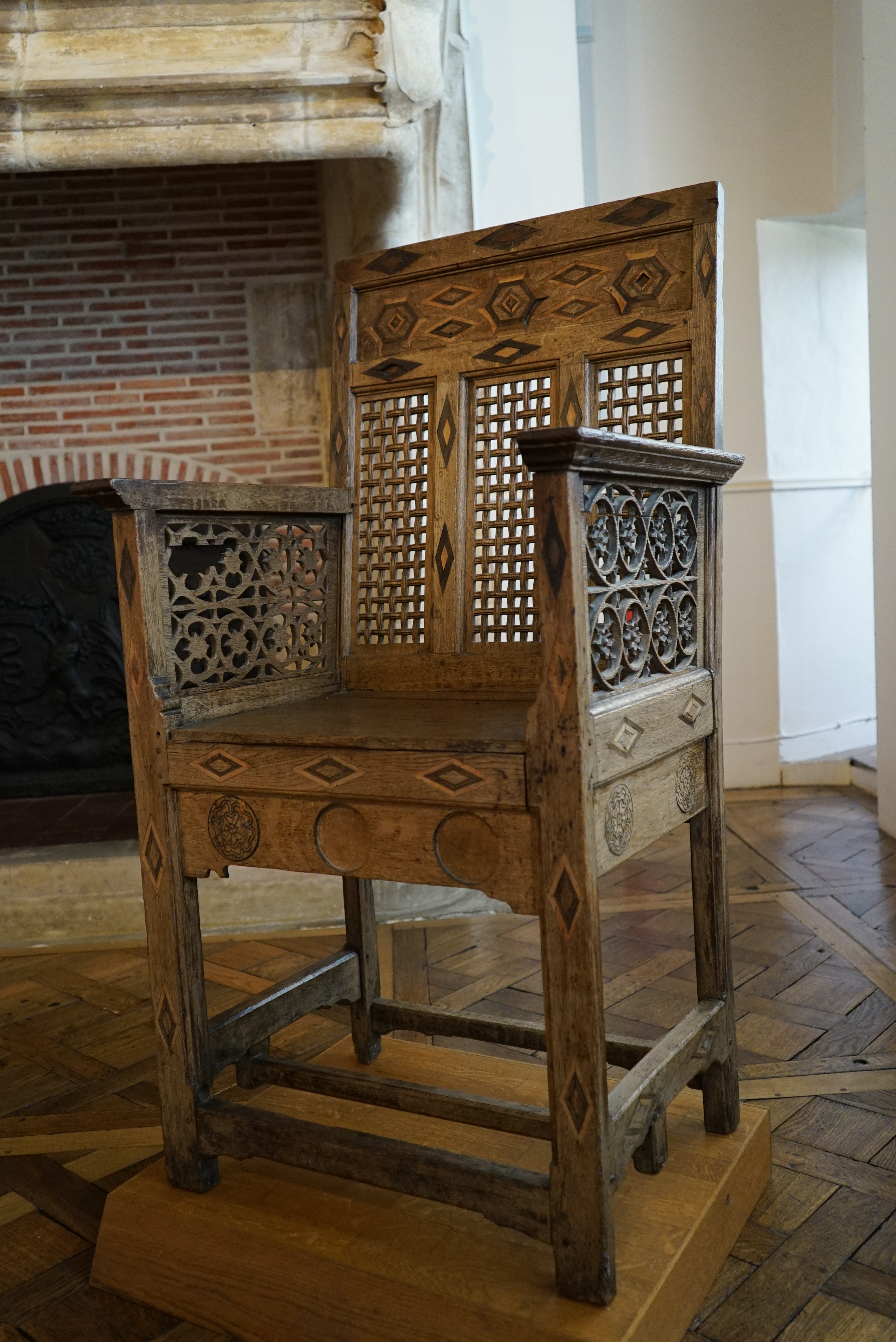
Fauteuil dit d'Alèthe venant de Clairvaux,
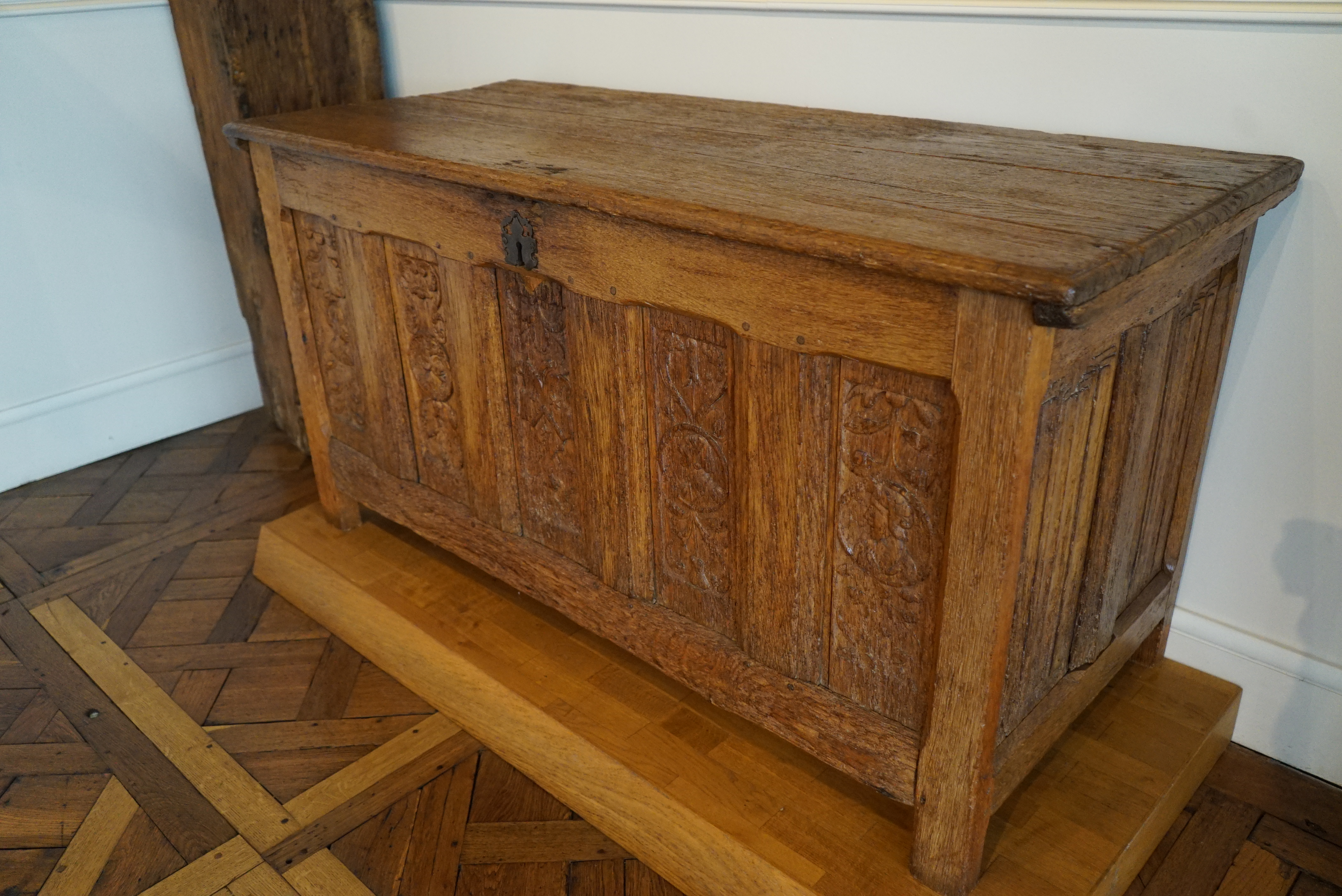
Coffre à « plis de serviette » XVIe siècle.